# Dieselelektrische aandrijving
Een dieselelektrische aandrijving van een voertuig (of dieselelektrische voortstuwing van een vaartuig) is een indirecte overbrenging waarbij een dieselmotor een generator aandrijft, die op zijn beurt de stroom levert voor een of meer elektromotoren. Dit soort overbrenging wordt voornamelijk toegepast bij schepen en treinen, en in mindere mate bij dieselauto's. Het zijn hybride voertuigen.

## Schepen

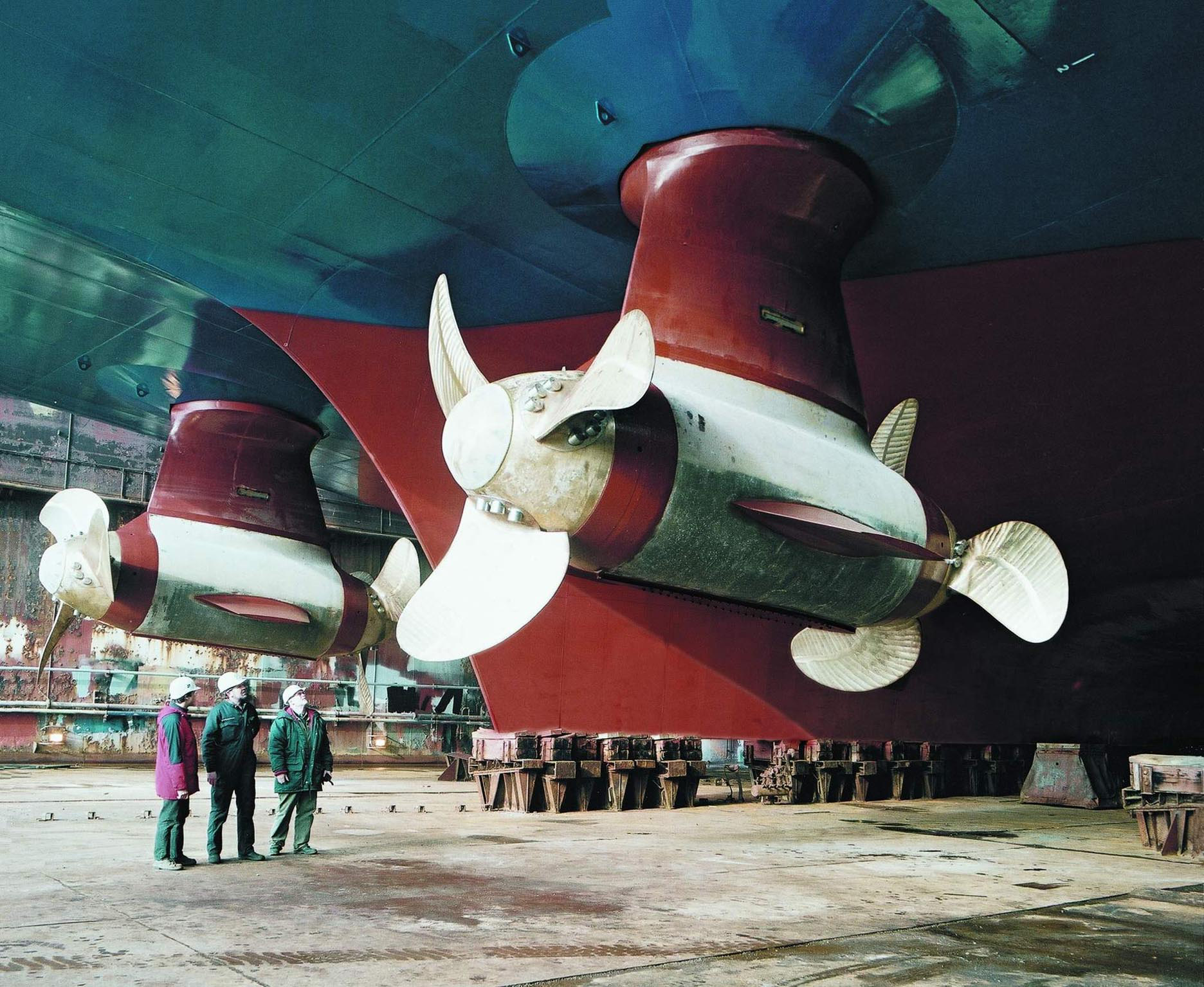
Siemens Schottel azimuth thrusters.

Het eerste schip dat was uitgerust met dieselelektrische voortstuwing, was de Russische tanker Vandal uit 1903. Deze was uitgerust met drie schroeven en voer op de Volga en de Kaspische Zee. Hiermee werd het probleem opgelost dat in die tijd motoren die direct de schroefas aandreven, hun draairichting niet konden omkeren. Aangezien de gebruikte gelijkstroommotoren 100% koppel hadden vanaf nul omwentelingen, werd dit concept al gauw gebruikt voor locomotieven.
Toen er omkeerbare dieselmotoren werden ontwikkeld, werd dieselelektrische voortstuwing minder populair. Maar onder meer doordat het maximale koppel over het hele toerenbereik beschikbaar was, werd het al gauw toegepast door sleepboten. Er werden hiervoor gelijkstroommotoren gebruikt, vaak in combinatie met een Ward-Leonardschakeling. Ook voor ijsbrekers was dit ideaal. Voor andere scheepstypes bood het ook voordelen, zodat er na verloop van tijd ook passagiersschepen, onderzeeboten, onderzoeksvaartuigen, kabelleggers en schepen in de offshore mee werden uitgerust.
De benodigde vermogens werden steeds groter en het gebruik van gelijkstroom zorgde ervoor dat de machines te groot werden. Door de ontwikkelingen in de vermogenselektronica werd het mogelijk om gebruik te maken van draaistroommotoren. Sindsdien is het aantal schepen dat is uitgerust met dieselelektrisch voortstuwing enorm toegenomen. De trendsetter voor cruiseschepen was de Queen Elizabeth 2, waarvan in 1986 de stoomturbines werden verwijderd, om plaats te maken voor negen MAN dieselmotoren.

Vrijwel alle cruiseschepen zijn tegenwoordig dieselelektrisch - vaak in combinatie met azimuth thrusters - evenals shuttletankers, half-afzinkbare schepen, amfibische transportschepen en boorschepen. Vrijwel alle schepen die zijn uitgerust met dynamic positioning zijn ten minste deels dieselelektrisch.
Om de frequentie van de wisselstroom die van de generator afkomt direct of indirect om te vormen naar een frequentie die geschikt is om de schroef mee aan te drijven, worden meerdere systemen gebruikt:
- De cycloconverter
- De synchroconverter

### Voordelen
- Flexibiliteit in plaatsing dieselmotor (niet gebonden aan schroefas)
- Geen keerkoppeling nodig
- Constant groot koppel
- Mogelijkheid tot zeer langzaam draaien
- Bij deelbelasting kan een generator afgeschakeld worden, waardoor de resterende generatoren in het vermogensgebied komen met het hoogste rendement
- Betere manoeuvreereigenschappen

### Nadelen
- Hoge kosten bij nieuwbouw
- Ingewikkelder constructie met elektronica
- Hoger brandstofverbruik bij volle belasting dan een langzaamlopende tweetakt dieselmotor

## Treinen

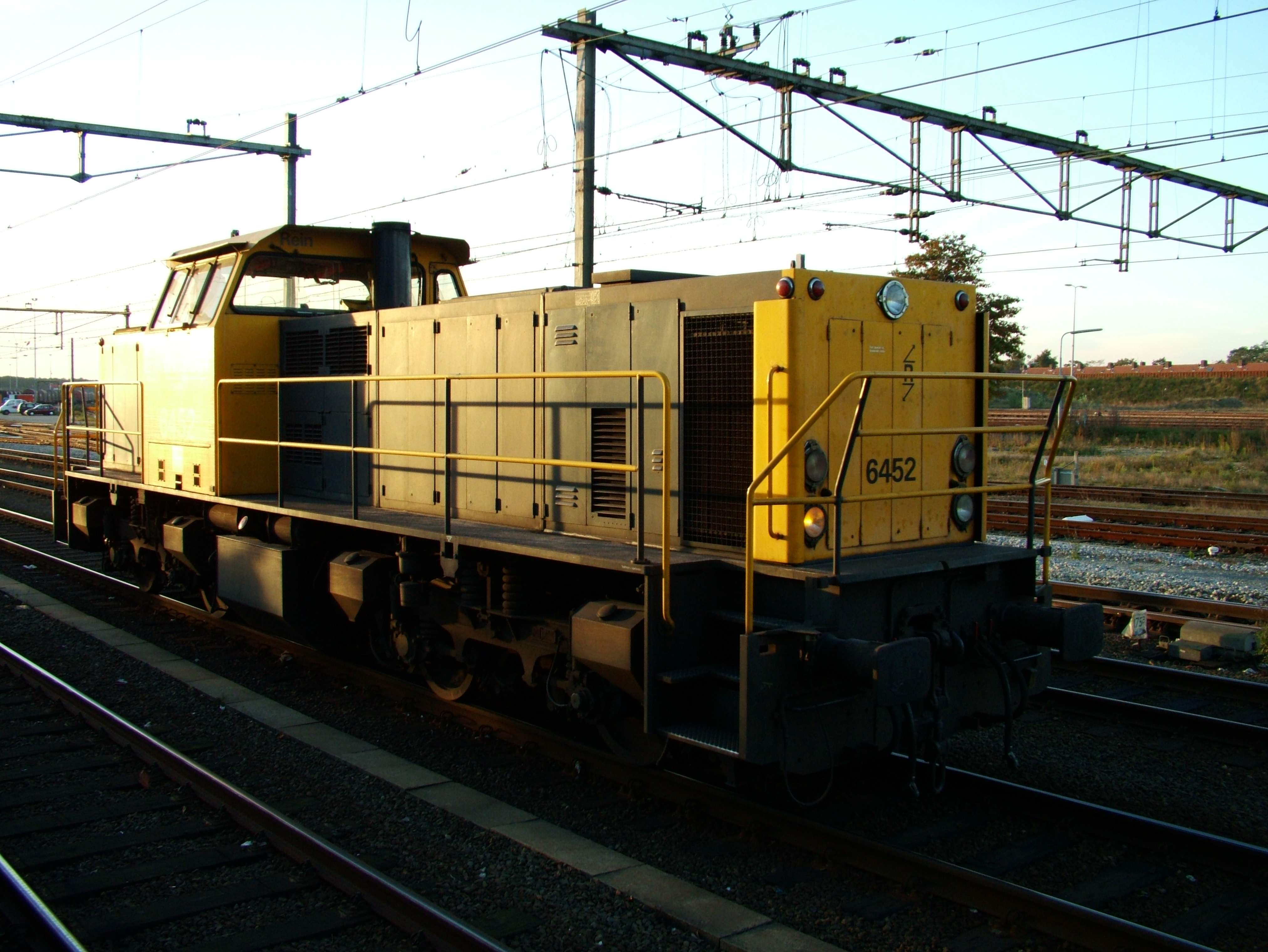
Railion 6452

De dieselelektrische locomotief werkt met een dieselmotor. Hierbij drijft de dieselmotor een generator of alternator aan, en met de opgewekte elektriciteit worden elektromotoren gevoed. Een versnellingsbak is hier niet meer nodig, omdat het toerental van de verbrandingsmotor geen invloed heeft op de snelheid van de trein. De dieselmotor draait min of meer constant op het gunstigste toerental en de snelheid en trekkracht van de trein worden elektrisch geregeld en wel door de elektromotoren.
De door de generator opgewekte stroom kan eventueel worden opgeslagen in grote accu's welke dienstdoen als buffer of piekcapaciteit. De gelijkstroom uit de batterijen wordt toegevoerd aan serie- of draaistroommotoren. Deze motoren hebben een groot aanzetkoppel en zijn sterk genoeg om een goederentrein van honderden tonnen in beweging te krijgen.
Een voorbeeld van een dieselelektrische locomotief is de DE 6400 die in Nederland veel gebruikt wordt.
1. ↑  In het geval van draaistroommotoren is er een omvormer nodig die gelijkstroom omzet in draaistroom.

## Auto's, vrachtwagens

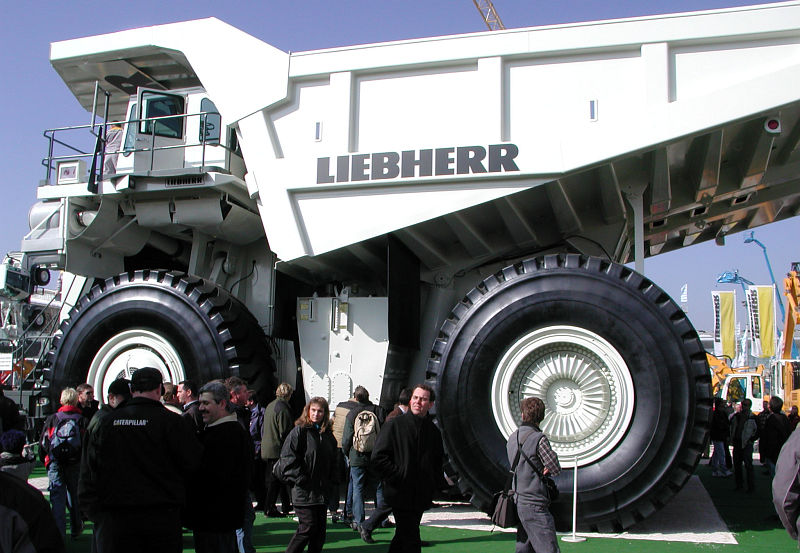
De dieselelektrisch aangedreven Liebherr T282 dumper.

Hybride auto's kunnen gebruikmaken van een elektriciteit opwekkende dieselmotor/generator combinatie, waarmee het dus dieselelektrische auto's worden. Hierbij gaat het er vooral om het brandstofverbruik omlaag te brengen.
Dieselelektrische aandrijving is ook toegepast bij militaire voertuigen, zoals tanks. Een voorbeeld hiervan is de onsuccesvolle Maus tank. Tegenwoordig maakt geen enkele tank hier meer gebruik van, maar er wordt wel vaak gebruikgemaakt van diesel- of turbineaangedreven elektromotoren om de koepel of het kanon aan te drijven.
Meer succes had de dieselelektrische aandrijving op de civiele markt: grote dumptrucks als de Liebherr T282b of de LeTourneau L-2350 shovel worden op deze manier aangedreven. Ook NASA's gigantische Crawler-transporters zijn dieselelektrisch.